# Georgetown, Ohio
Georgetown là một làng thuộc quận Brown, tiểu bang Ohio, Hoa Kỳ. Năm 2010, dân số của làng này là 4331 người.

## Dân số
- Dân số năm 2000: 3691 người.
- Dân số năm 2010: 4331 người.